# جيلكو كالادزيتش
جيلكو كالادزيتش هو لاعب كرة قدم صربي في مركز الوسط، ولد في 11 مايو 1978 في بلغراد في صربيا. لعب مع أوفي كريت وإنتشون يونايتد ولوغرونيس ونادي بلاتانياس ونادي زيمون ونادي فياريال ونادي كافالا.

## وصلات خارجية
- جيلكو كالادزيتش على موقع دوري كوريا الجنوبية (الإنجليزية)
- جيلكو كالادزيتش على موقع قاعدة بيانات كرة القدم.إي يو (الإنجليزية)
- جيلكو كالادزيتش على موقع Soccerway.com (الإنجليزية)